# 伊尼什默里島

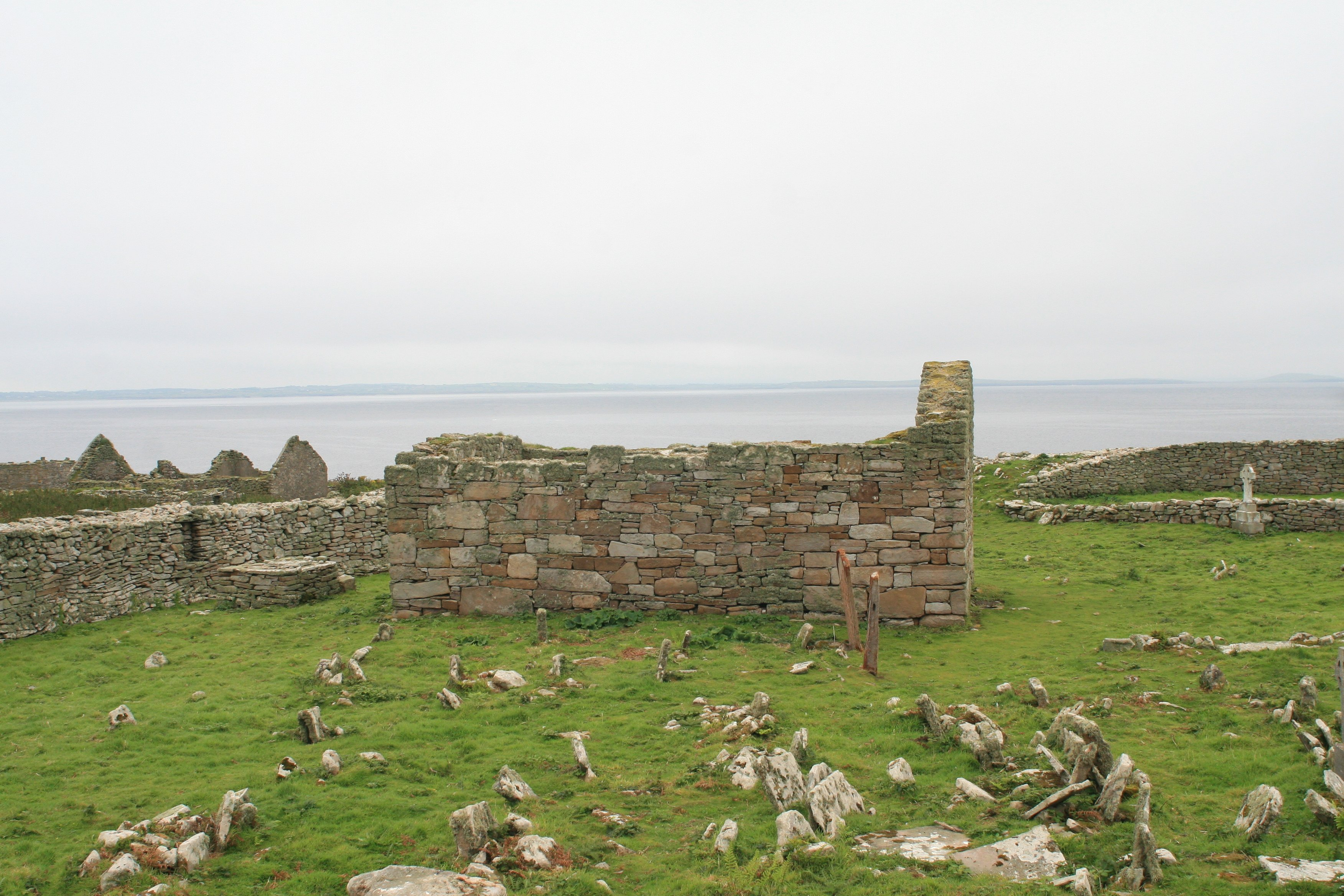

伊尼什默里島是愛爾蘭的島嶼，長1.6公里、寬0.8公里，距離斯萊戈郡7公里，面積0.85平方公里，最高點海拔高度22米，該島是雀鳥保育區，島上無人居住。
54°26′N 8°40′W / 54.433°N 8.667°W

## 外部連結
- Inishmurray website（页面存档备份，存于）